# Julio César Benítez Amodeo
Julio César Benítez Amodeo (Montevideo, 1 d'octubre de 1940 - Barcelona, 6 d'abril de 1968) fou un futbolista uruguaià dels anys 1950 i 1960.

## Trajectòria
Després d'iniciar-se al Racing Club de Montevideo de la seva ciutat natal passà a la lliga espanyola on defensà els colors del Reial Valladolid i del Reial Saragossa. L'any 1961 ingressà al FC Barcelona on jugà fins al 1968, any de la seva mort, quan només tenia 27 anys.
Era un defensa de gran força física, tècnic amb la pilota i amb un fort xut. Els seus marcatges sobre Francisco Gento el van fer molt popular entre els seguidors blaugranes. Va jugar 259 partits i va marcar 28 gols amb la samarreta blaugrana. Va guanyar la Copa de la temporada 1962-63, la Copa de Fires de 1965-66 i, a títol pòstum, la Copa de 1967-68.
Va morir a Barcelona el 6 d'abril de 1968, un dia abans d'un important partit al Camp Nou enfront del Reial Madrid. La causa de la mort fou la ingesta de marisc en mal estat, que acabà en una gastroenteritis. La commoció entre els seguidors del club va ser molt gran. La capella ardent fou instal·lada a la llotja presidencial del Camp Nou, desfilant-hi unes 150.000 persones. Fou enterrat al cementiri de les Corts, al costat del Camp Nou el dia 8 d'abril, en el nínxol 5.098, des d'on es veia el Camp Nou. El 2012, la família va traslladar-ne les restes a un altre cementiri.
La Reial Federació Espanyola de Futbol decidí no suspendre el partit, tot just endarrerir-lo un parell de dies. El Barcelona no aconseguí sobreposar-se a la mort de Benítez i el partit acabà amb empat a un gol, fet que significà el títol de lliga pel conjunt blanc. Això no obstant, l'11 de juliol del mateix any el Barcelona derrotà el Reial Madrid a la final de copa per 1 a 0, el darrer títol pòstum de Benítez.

## Palmarès
FC Barcelona
- Copa espanyola: 2
  - 1962-63, 1967-68
- Copa de les Ciutats en Fires: 1
  - 1965-66